# Luciano Palonsky
Luciano Palonsky est un joueur international argentin de volley-ball né le 8 juillet 1999 à Buenos Aires. Il joue au poste de réceptionneur-attaquant.

## Carrière
Il a participé avec l'équipe d'argentine à la Coupe du monde U19 de 2012 (terminant douzième) et U21 2019 (cinquième).
En 2022, il participe avec l'équipe masculine d'argentine à sa première compétition lors de la Ligue des nations.
Lors de sa saison 2022-2023 avec le Tours Volley-Ball, il remporte le doublé Coupe-Championnat. Après une saison et demie au TVB, il rejoint le club ukrainien de Barkom-Kazhany, basé à Lviv, qui évolue au sein du championnat polonais. En avril 2024, il fait son retour au TVB en tant que pigiste médical pour jouer la fin de saison.

## Palmarès[4]

### Clubs
Coupe ACLAV :
- 2017

 Coupe de la CEV :
- 2022

 Championnat de France Ligue A (1)
- 2023
- 2022

 Coupe de France (1)
- 2023
- 2022

 Argentinian Cup :
- 2018
- 2019

 Argentinian Supercup :
- 2019

### Équipe nationale
Championnat d'Amérique du Sud masculin des moins de 19 ans:
- 2016

Championnat d'Amérique du Sud masculin des moins de 21 ans:
- 2018

Coupe Panaméricaine:
- 2018[5]
- 2019

Jeux Panaméricains:
- 2019

Championnat d'Amérique du Sud:
- 2019, 2021

Hubert Wagner Memorial :
- 2022

### Distinctions individuelles
- 2016: Meilleur réceptionneur-attaquant Championnat d'Amérique du Sud masculin des moins de 19 ans
- 2022: Meilleur réceptionneur-attaquant de la Coupe Fred Fellay
- 2022: MVP de la Coupe Fred Fellay